# L'emozione non ha voce
«L'emozione non ha voce» («У емоцій немає голосу») — пісня та сингл італійського співака і кіноактора Адріано Челентано, альбому «Io non so parlar d'amore» 1999 року. Вважається однією з найкрасивіших пісень в репертуарі Челентано.

## Про пісню
Пісня була другим треком альбому Адріано Челентано «Io non so parlar d'amore» 1999 року, який мав великий успіх, очоливши італійський чарт протягом 1999/00 років. Музику до пісні, виконану у повільному темпі, у жанрі поп-музики, написав композитор Джанні Белла, а текст — поет-пісняр Могол. Аранжування до пісні створив Фіо Дзанотті. Як і усі пісні альбому, текст «L'emozione non ha voce» містив тему любові зрілого чоловіка до жінки.
Перший рядок пісні, який перекладається, як «Я не вмію говорити про любов», послужив назвою альбому «Io non so parlar d'amore». Цей рядок був обраний для назви альбому після того як успіх пісні став очевидним для Челентано. Спочатку Челентано ставився скептично та критично до всіх творів, які йому запропонували Могол та Белла, але коли йому дали послухати пісні, втрутилась його дружина Клаудія Морі: «Якщо ти їх не приймеш, ти божевільний!», після чого він погодився записати їх. «L'emozione non ha voce» вважається однією з найкращих та найкрасивіших пісень в репертуарі Челентано, тому співак дуже любив виконувати її у більшості своїх наступних виступів і включати до усіх своїх збірок. На думку італійського критика, Массіміліано Бенеджі, вона цілком заслуговула титулу «пісні 20-го століття».

## Оцінки критиків
У 2019 році італійський музичний критик та блогер Ніко Донвіто назвав «L'emozione non ha voce» «маніфестом челентанівської поетики», а також «однією з найбільш надихаючих пісень останніх двадцяти років». Інший театральний та музичний критик, Массіміліано Бенеджі, того ж року, також дав високу оцінку «L'emozione non ha voce», якій, на його думку, «просто не вистачило часу стати піснею 20-го століття на тлі дюжини інших, які вийшли набато раніше та писалися зі схожими планами».

## Сингл
У 1999 році «Gelosia» була випущена як сингл власним лейблом Челентано, «Clan Celentano», лише в Італії, у форматі CD і 7-дюймових LP-платівок з піснею «Una Carezza In Un Pugno» на стороні «Б». Обкладинка синглу, жовтого кольору, містила аналогічне, іншим синглам та задній обкладинці альбому, зображення — з фото Челентано, який прикрив рукою своє обличчя. Обкладинка синглу, червоного кольору, містила аналогічне, іншим синглам та задній обкладинці альбому, зображення — з фото Челентано, який прикрив рукою своє обличчя. Хоча альбом «Io non so parlar d'amore» і очолив італійський чарт, не існує жодних данних щодо потрапляння пісні «L'emozione non ha voce», як й усіх синглів альбому, до італійського «топ-100» чарту найкращих синглів.
У 2009 році сингл «L'Emozione Non Ha Voce» отримав «платинову» сертифікацію від FIMI, тому що його продажі на той момент склали більше 2 мільйонів копій.

## Відеокліп
До пісні існує відеокліп, який містить нарізку кадрів з концерту Челентано у Мілані 1994 року і телепередачі «Francamente me ne infischio» 1999 року.

## Дует
На своїй авторській телепередачі «Francamente me ne infischio» 1999 року, Челентано, окрім сольного виконання цієї пісні, співав її також в дуеті з італійським співаком Б'яджо Антоначчі. Дуетна версія пісні увійшла до збірки «Il Cuore, La Voce». 

## Використання
Композиція видавалася у таких збірках Челентано, як: «Il Cuore, La Voce» (2001), «Le Volte Che Celentano E' Stato 1» (2003), «Unicamente Celentano» (2006), «L'animale» (2008) і «Tutte le migliori» (2017). 

## Телебачення та концерти
Челентано виконував пісню на таких телепередачах, як: «Francamente me ne infischio» (1999), «125 milioni di caz..te» (2001), «Uno di noi» (2002), «Рок-політик» (2005) і «Che tempo che fa» (2006) й «Adrian Live — Questa è la storia...» (2019). Композиція також виконувалася Челентано на його сольному концерті «Rock Economy» (2012).

## Трек-лист

### «Io non so parlar d'amore»
| #  | Назва                                            | Автор слів | Автор музики | Тривалість |
| -- | ------------------------------------------------ | ---------- | ------------ | ---------- |
| 1. | «L'emozione non ha voce» (У емоцій немає голосу) | Могол      | Джанні Белла | 4:09       |

### CD-сингл
| #  | Назва                                            | Автор слів | Автор музики | Тривалість |
| -- | ------------------------------------------------ | ---------- | ------------ | ---------- |
| 1. | «L'emozione non ha voce» (У емоцій немає голосу) | Могол      | Джанні Белла | 4:12       |

### LP-сингл
Сторона «А»
| #  | Назва                                            | Автор слів | Автор музики | Тривалість |
| -- | ------------------------------------------------ | ---------- | ------------ | ---------- |
| 1. | «L'emozione non ha voce» (У емоцій немає голосу) | Могол      | Джанні Белла | 4:12       |

Сторона «Б»
| #  | Назва                                      | Автор слів                       | Автор музики     | Тривалість |
| -- | ------------------------------------------ | -------------------------------- | ---------------- | ---------- |
| 1. | «Una carezza in un pugno» (Ласка в кулаці) | Лучано Беретта і Мікі Дель Прете | Джино Сантерколе | 2:56       |

## Видання синглу
| Назва                                          | Формат                 | Лейбл          | Маркування | Країна | Рік  |
| ---------------------------------------------- | ---------------------- | -------------- | ---------- | ------ | ---- |
| L'Emozione Non Ha Voce                         | CD, Single, Promo, Car | Clan Celentano | PFM 3942   | Італія | 1999 |
| L'Emozione Non Ha Voce/Una Carezza In Un Pugno | 7", Jukebox            | Clan Celentano | JC 15560   | Італія | 1999 |

## Джерело
1. ↑  ADRIANO CELENTANO - IO NON SO PARLAR D'AMORE (ALBUM). italiancharts.com. Архів оригіналу за 11 грудня 2014. Процитовано 15 лютого 2015.
2. ↑  «Gelosia» [Архівовано 4 лютого 2021 у Wayback Machine.] celentano.ru Процитовано 7 березня 2020 (рос.)
3. ↑  Перевод песни Le pesche d'inverno (Adriano Celentano) [Архівовано 30 вересня 2020 у Wayback Machine.] it.lyrsense.com Процитовано 28 січня 2021
4. ↑  Vent'anni fa usciva «Io non so parlar d'amore»: e con «Francamente me ne infischio» Adriano fece storia [Архівовано 17 січня 2021 у Wayback Machine.] teatroemusicanews.com Процитовано 24 січня 2021
5. 1 2 3  Vent'anni fa usciva «Io non so parlar d'amore»: e con «Francamente me ne infischio» Adriano fece storia. [Архівовано 17 січня 2021 у Wayback Machine.] Massimiliano Beneggi. 06/05/2019. teatroemusicanews.com Процитовано 29 січня 2021
6. ↑  Celentano, vent'anni di «Io non so parlar d'amore». Ніко Донвіто. 6 травня 2019. recensiamomusica.com Процитовано 25 січня 2021
7. ↑  «L'emozione non ha voce» [Архівовано 23 лютого 2021 у Wayback Machine.] discogs.com Процитовано 1 лютого 2020
8. ↑  I singoli più venduti del 1999 [Архівовано 14 червня 2021 у Wayback Machine.] hitparadeitalia.it Процитовано 1 лютого 2020
9. ↑  Dal 1°gennaio 2009/2010 FIMI, in collaborazione con GfK che rileva le vendite dei prodotti fisici e delle singole tracce online, ufficializza le certificazioni di vendita di ogni singola registrazione musicale pubblicata e venduta in Italia. [Архівовано 6 грудня 2019 у Wayback Machine.] fimi.it Процитовано 31 січня 2021
10. ↑  Adriano Celentano — L'emozione non ha voce — Official Video [Архівовано 23 липня 2017 у Wayback Machine.] youtube.com Процитовано 5 вересня 2018 (англ.)